# Camp Bucca
Koordinaten: 30° 4′ 1″ N, 47° 52′ 29″ O

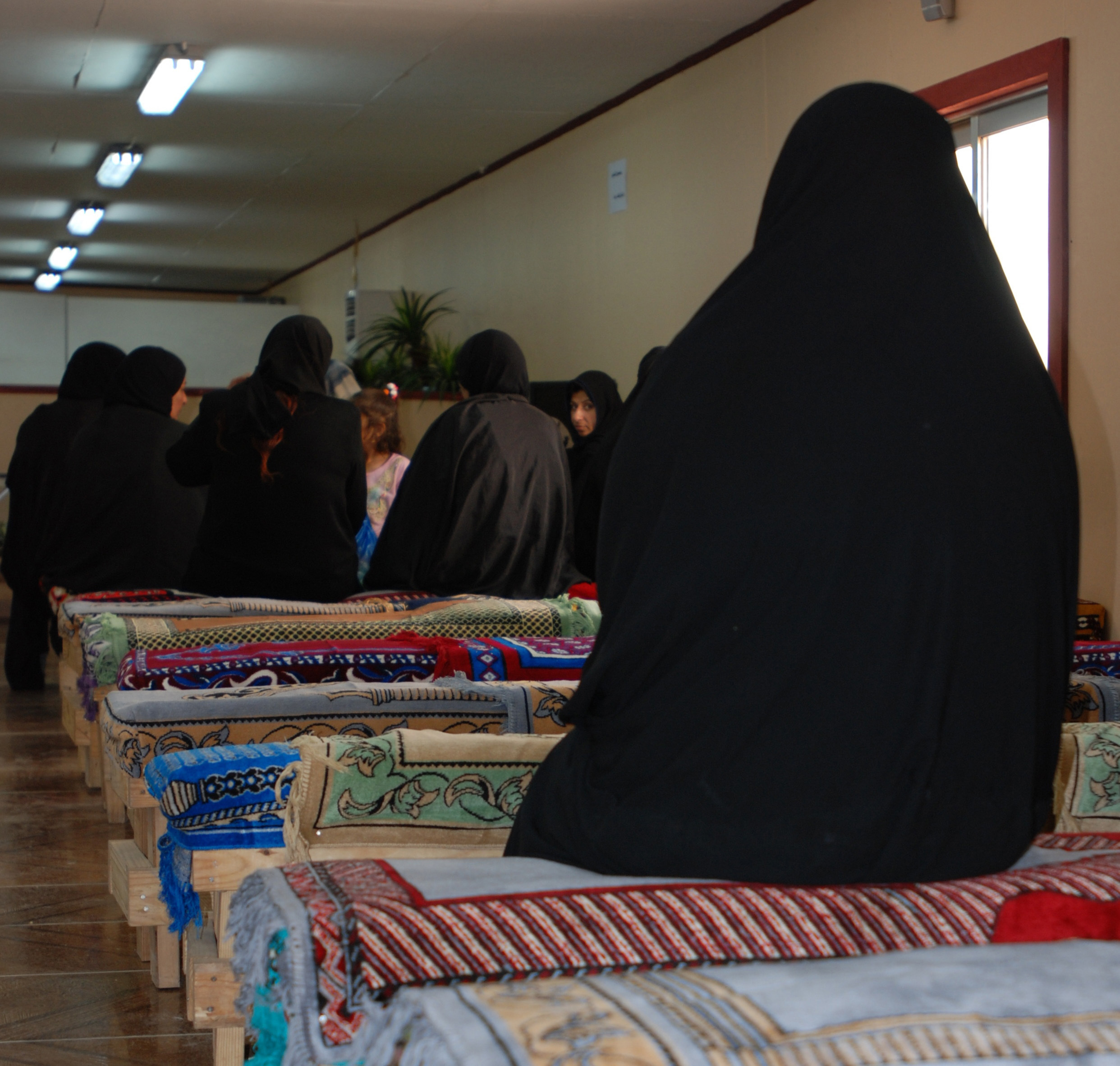
Familien warten auf einen Besuchstermin, um ihre im Camp Bucca festgehaltenen Angehörigen zu sehen.

Camp Bucca war ein US-amerikanisches Gefangenenlager in der Nähe der Hafenstadt Umm Qasr im Süden des Irak. Es bestand von 2003 bis 2009. Vorher befand sich auf dem Areal das bis dahin höchste Bauwerk des Irak, ein 492 Meter hoher Sendemast.

## Geschichte
Der Name sollte an Ronald Bucca erinnern, einen Feuerwehrmann des New York City Fire Department, der bei den Anschlägen des 11. September 2001 ums Leben kam.
Im Lager befanden sich Kriegsgefangene, Zivilinternierte und Sicherheitshäftlinge unter US-amerikanischer Obhut. Die offizielle Kapazität betrug 5.000 Häftlinge. Das Lager wurde zunächst im März 2003 von britischen Invasionstruppen als provisorisches Kriegsgefangenenlager eingerichtet und innerhalb weniger Tage für eine Kapazität von 8.000 Kriegsgefangenen ausgebaut. Erster Lagerkommandant war Colonel Gil Baldwin von der 1st The Queen’s Dragoon Guards. 
Nach Ende der Hauptkampfhandlungen wurde das Lager von der 800th Military Police Brigade der US Army übernommen und neben Camp Cropper in Abu Ghuraib zu einem der größten Gefangenenlager des Irak ausgebaut. Mehrere Initiativen, das Lager zu schließen (unter anderem wegen seines provisorischen Charakters, seiner abgelegenen Lage, des ungünstigen Wüstenklimas, sowie dem Bestreben, die Gefangenen an irakische Behörden zu übergeben) scheiterten am kontinuierlichen Zustrom an neuen Gefangenen.
Im September 2009 wurde das Lager schließlich geschlossen.
Eine Reihe von Anführern des IS waren Häftlinge in diesem Gefängnis, darunter von Februar bis Dezember 2004 Abu Bakr al-Baghdadi, der im Gefängnis wesentlich an der Entwicklung der Organisation arbeitete und ihr bis zu seinem Tod Ende 2019 unter dem im Juni 2014 angenommenen Titel „Kalif Ibrahim“ vorstand.
Auch sein Nachfolger als Anführer des IS, Abu Ibrahim al-Haschimi al-Quraischi, wurde laut Guardian hier 2004 inhaftiert. Dort habe er unter anderem Baghdadi kennengelernt.